# Papikeite
La papikeite (simbolo IMA: Ppk) è un rarissimo minerale del supergruppo dell'anfibolo, all'interno del quale viene collocato nel "gruppo degli anfiboli con W(OH,F,Cl)-dominante" e da lì al sottogruppo degli anfiboli di magnesio-ferro-manganese dove occupa un posto nel "gruppo contenente la radice papikeite nel nome"; essendo un anfibolo, appartiene agli inosilicati e pertanto alla famiglia minerale dei "silicati", e possiede composizione chimica NaFe2+2(Mg3Al2)(Si5Al3)O22(OH)2.

## Etimologia e storia
Il nome papikeite è in onore di James J. Papike (1937 - 2020), professore e mineralogista presso l'Institute of Meteoritics dell'Università del Nuovo Messico (Stati Uniti) che determinò le strutture di molti anfiboli e pirosseni.
Prima della ridefinizione della nomenclatura degli anfiboli del 2012, la papikeite era chiamata sodicgedrite.

## Classificazione
La classica nona edizione della sistematica dei minerali di Strunz, aggiornata dall'IMA fino al 2009, elenca la papikeite con il nome sodicgedrite e la colloca nella classe "9. Silicati (germanati)" e da lì nella sottoclasse "9.D Inosilicati"; questa viene suddivisa in base alla struttura cristallina del minerale in modo tale che la papikeite possa essere trovata nella sezione "9.DE Inosilicati con catene doppie di periodo 2, Si4O11; clinoanfiboli" dove forma il sistema nº 9.DE.05.
Nell'edizione successiva, proseguita dal database "mindat.org", la classificazione resta in parte invariata: la papikeite resta nella classe dei "silicati" e nella sottoclasse degli "inosilicati", ma viene smistata nella sezione "9.DD Inosilicati con catene doppie di periodo 2, Si4O11; ortoanfiboli" in seguito alla scoperta che il minerale è un orto-anfibolo e non un clino-anfibolo; qui forma il sistema nº 9.DD.05.
Nella Sistematica dei lapis (Lapis-Systematik) di Stefan Weiß la papikeite (chiamata sodicgedrite) si trova nella classe dei "silicati" e nella sottoclasse degli "inosilicati"; qui si trova nella sezione riservata ai minerali con struttura "[Si4O11] a due bande 6-; anfiboli ortorombici" dove forma il sistema nº VIII/F.12.
Anche la classificazione dei minerali secondo Dana, usata principalmente nel mondo anglosassone, elenca la papikeite nella famiglia dei "silicati", qui è nella classe degli "inosilicati: catene doppie non ramificate, W=2" e nella sottoclasse degli "inosilicati: catene doppie non ramificate, configurazione anfibolo W=2" dove forma il sistema nº 66.01.02.

## Abito cristallino
La papikeite cristallizza nel sistema ortorombico nel gruppo spaziale Pnma (gruppo nº 62) con le costanti di reticolo a = 18,6322(6) Å, b = 17,8492(6) Å e c = 5,2811(2) Å

## Origine e giacitura
La papikeite è stata trovata in una roccia metamorfica di alto grado ricca di sillimanite associata a gedrite, quarzo, kyanite, staurolite, biotite, granato e ilmenite.
Il minerale è molto raro ed è stato trovato solo in pochi siti: la sua località tipo presso Ærøya (58.41556°N 8.7675°E), vicino ad Arendal (Norvegia); sempre in Norvegia la papikeite è stata rinvenuta nella miniera d'argento di "Kjennerudvann" presso Øvre Eiker e presso Selje.
Altri luoghi di ritrovamento sono la miniera d'oro di "Wattle Dam" a Spargoville nella contea di Coolgardie (in Australia Occidentale) e sul monte Wright nella contea di Fresno (in California, Stati Uniti).

## Forma in cui si presenta in natura
La papikeite ha colore marrone chiaro e durezza Mohs compresa tra 5 e 6.